# Helena, Montana
Helena là thủ phủ của tiểu bang Montana thuộc Hoa Kỳ. Theo số liệu năm 2000, dân số của thành phố là 25.780 người, còn nếu tính cả những vùng phụ cận là 67.636 người. Thành phố Helena là thành phố quan trọng nhất tại hạt Lewis và Clark của tiểu bang Montana.